# Pelham-Inseln
Die Pelham-Inseln (engl.: Pelham Islands) sind eine Inselgruppe im Westen des Long Island Sound. Die rund zwölf Inseln der Gruppe liegen im US-Bundesstaat New York.

## Geschichte
Die Inseln wurden 1654 von Thomas Pell (1612–1669), dem Bruder des englischen Mathematikers John Pell, von den Siwanoi-Indianern erworben und bildeten zunächst die Gemeinde Pelham Manor im heutigen Westchester County. Mehrere der Pelham-Inseln wurden Teilgebiet  von New Rochelle, die restlichen Inseln durch Weiterverkauf ab 1895 Teil der Bronx, einem Stadtteil von New York City.

## Inseln
Unvollständige Liste der Pelham-Inseln:
| Inselname      | Aliasname      | Koordinaten           | Fläche | Einwohner    | Anmerkung                  |
| -------------- | -------------- | --------------------- | ------ | ------------ | -------------------------- |
| City Island    |                | 40° 51′ N, 073° 47′ W | 1      | 4.445 (2020) |                            |
| The Blauzes    |                | 40° 52′ N, 073° 46′ W | …      | -            | Inselgruppe                |
| Chimney Sweeps |                | 40° 52′ N, 073° 47′ W | …      | -            | Inselgruppe                |
| Davids Island  | David's Island | 40° 53′ N, 073° 46′ W | …      | ...          |                            |
| Goose Island   |                | 40° 53′ N, 073° 47′ W | …      | ...          |                            |
| Hart Island    | Hart's Island  | 40° 51′ N, 073° 46′ W | …      | ...          |                            |
| High Island    |                | 40° 52′ N, 073° 47′ W | …      | ...          |                            |
| Hunter Island  |                | 40° 53′ N, 073° 47′ W | …      | ...          | Halbinsel, ehemalige Insel |
| Rat Island     |                | 40° 51′ N, 073° 47′ W | …      | ...          |                            |
| Travers Island |                | 40° 53′ N, 073° 47′ W | 0,2    | ...          | Halbinsel, ehemalige Insel |
| Twin Island    |                | 40° 52′ N, 073° 47′ W | …      | ...          | Halbinsel, ehemalige Insel |